# J. M. Barrie
James Matthew Barrie, conocido como J. M. Barrie (Kirriemuir, 9 de mayo de 1860-Londres, 19 de junio de 1937), fue un novelista y dramaturgo escocés. Su fama se debe especialmente a la creación del personaje Peter Pan, inspirado en gran parte en sus amigos los niños Llewelyn Davies. Al morir los padres de los niños, Barrie se hizo cargo de ellos, aunque no los adoptó legalmente.
Realizó sus estudios primarios y secundarios en la Academia Glasgow  y en la Universidad de Edimburgo. Ejerció el periodismo en Nottingham y luego en Londres. Escribió novelas, libros de cuentos, y obras de teatro que tuvieron éxito, pero que quedaron opacadas frente a su obra maestra Peter Pan y Wendy.
En 1913 Jorge V le otorgó el título de baronet, y en 1922 la Orden del Mérito «en reconocimiento a sus servicios a la literatura y al teatro». Antes de su muerte cedió los derechos de las obras de Peter Pan al Great Ormond Street Hospital de Londres, que sigue beneficiándose de ellos.

## Infancia y juventud
James Matthew Barrie fue el noveno de los diez hijos de un matrimonio escocés de clase trabajadora. Su padre David Barrie, un tejedor manual relativamente próspero, y su madre Margaret Ogilvy, lograron brindar a sus hijos una buena educación. Alexander, el mayor de los hermanos, se había graduado con honores en la Universidad de Aberdeen. David, el segundo hijo, mostraba condiciones que hacían prever a su madre aún mayores logros. David murió poco antes de cumplir catorce años a causa de una caída mientras patinaba sobre hielo.
Los efectos que la muerte de David produjeron en su madre fueron descritos con amplitud por el propio J. M. Barrie años después. En la biografía novelada Margaret Ogilvy: By Her Son, dedicada a su hermana Jane Ann, aborda en detalle los sentimientos y emociones del niño James, sus estrategias para lograr mejorar el estado de profunda depresión en el que su madre había caído, y sus intentos de ofrecerse como una suerte de reemplazo del joven muerto. A medida que transcurrían las semanas, James y su madre fortalecieron su vínculo a partir del intercambio de historias y relatos, imaginarios en parte en el caso del niño y referidos al pasado del pueblo y la familia, en el caso de Margaret.
La lectura constituyó otro vínculo entre ambos; Robinson Crusoe y The Pilgrim's Progress fueron algunos de los textos que acompañaron esa etapa. Finalmente, Margaret sugirió a su hijo que escribiera las historias que le relataba.
Asistió a la Dumfries Academy durante cinco años en su adolescencia, entre 1873 y 1878. Continuó su formación en la Universidad de Edimburgo, donde colaboró con el periódico Edinburgh Evening Courant, hasta finalizar sus estudios en 1882.

## Amistades y matrimonio
Barrie se movió en círculos literarios y tuvo amistad con escritores como George Bernard Shaw, Arthur Conan Doyle, Thomas Hardy y George Meredith, entre muchos otros. Con Robert Louis Stevenson, que se encontraba en Samoa, mantuvo una extensa correspondencia pero nunca se conocieron personalmente.
En 1894 se casó con la actriz inglesa Mary Ansell. El matrimonio acabó en divorcio en 1909.

## Carrera literaria
Los primeros trabajos de James Matthew Barrie estuvieron vinculados al periodismo. A los veintidós años trabajó durante un tiempo para el Nottingham Journal, hasta mudarse a Londres, donde continuó escribiendo notas y artículos para varios periódicos. Simultáneamente con su trabajo periodístico, escribió ficción y drama. Hacia 1892, cuando ya tenía seis libros publicados, comenzó a abandonar su colaboración con los medios de prensa.
James Matthew Barrie ambientó sus primeras novelas en el pueblo ficticio Thrums, inspirado en el pueblo de su nacimiento Kirriemuir. Sus novelas de Thrums tuvieron éxito. La serie comenzó con Auld Licht Idylls (1888), seguida de A Window in Thrums (1889) y The little minister (1891), dramatizada en 1897 y llevada al cine en 1913, 1922 y 1934.
También fueron exitosas sus dos novelas con Tommy como protagonista: El sentimental Tommy (1896) y Tommy y Grizel (1902). En su novela del año anterior, 1901, hace su primera aparición Peter Pan en The Little White Bird (El pajarito blanco, en su versión en español).
Desde 1890 escribió obras teatrales: en 1891, Ibsen´s Ghost, una parodia de Espectros, de Henrik Ibsen. A principios del siglo XX, fueron llevadas a escena sus principales piezas teatrales:  Quality Street (1901), El admirable Crichton (1902) y What Every Woman Knows (1908). Su última obra teatral, The boy David (1936), dramatizaba la historia bíblica del rey Saúl y del joven David. Como el papel de Peter Pan, interpretado por Nina Boucicault, el de David fue interpretado por una mujer, Elisabeth Bergner.
Peter Pan fue representado por primera vez el 27 de diciembre de 1904. Esta obra popularizó el nombre Wendy, que no fue inventado por Barrie como suele creerse, ya que en siglos anteriores había sido aplicado a niños, incluso usado como apellido, y a mediados del siglo XIX en niñas. Es posible que, en el caso de Barrie, el nombre se le ocurriera por Margaret Henley, una niña que murió a los cinco años y cinco meses de edad el 11 de febrero de 1894. Margaret tenía dificultad en pronunciar la 'r' y al llamar Friendy (Amigo) a Barrie, pronunciaba «Fwendy».
La obra ha sido representada en muchas ocasiones y distintos idiomas. Barrie la convirtió en novela en 1911: Peter Pan y Wendy (Peter and Wendy), y ha sido llevada al cine desde 1924, tanto en versiones con actores como en dibujos animados. Originó comedias musicales e historietas.
Las escenas de Bloomsbury muestran las restricciones sociales de la realidad doméstica de clase media de finales de la época victoriana, en contraste con El país de Nunca Jamás, un mundo donde la moralidad es ambivalente. La descripción que hizo George Bernard Shaw de la obra como «ostensiblemente un entretenimiento vacacional para niños pero en realidad una obra para personas adultas», sugiere profundas alegorías sociales en Peter Pan. En 1929 especificó que los derechos de autor de la obra debían dedicarse al principal hospital infantil de la nación, el Great Ormond Street Hospital en Londres. El estado actual de estos derechos de autor es complejo (véase Situación de los derechos de autor de Peter Pan).
Barrie, junto con otros autores teatrales, estuvo implicado en los intentos de 1909 y 1911 de desafiar la censura de Lord Chamberlain sobre la producción teatral de Londres.

## La familia Llewelyn Davies

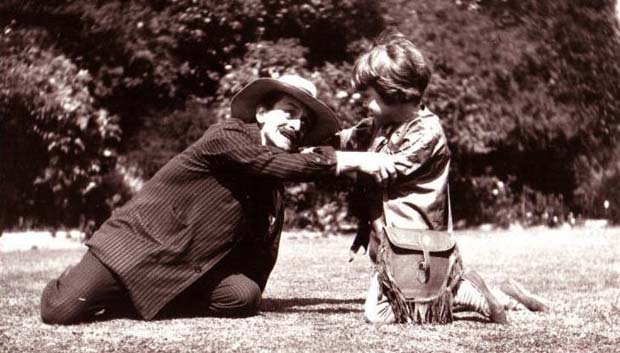
J.M. Barrie como el capitán Garfio con Michael Llewelyn Davies como Peter Pan jugando en los Jardines de Kensington.

La familia Llewelyn Davies estaba formada por los padres Arthur (1863-1907) y Sylvia (1866-1910), hija de George du Maurier, hermana de Gerald du Maurier y tía de las futuras famosas escritoras Angela du Maurier y Daphne du Maurier, y sus cinco hijos: George (1893-1915), John o Jack (1894-1959), Peter (1897-1960), Michael (1900-1921) y Nicholas o Nico (1903-1980).
Barrie entró en contacto con la familia en 1897 o 1898 al conocer a George y Jack con su niñera Mary Hodgson en los Jardines de Kensington de Londres, donde solía ir mientras paseaba a su perro Porthos. Conoció a Sylvia tiempo después, en un encuentro casual durante una cena. Se hizo muy amigo de la familia y, al morir Arthur en 1907, se hizo cargo económicamente de la familia. Mantuvo una relación muy estrecha con Sylvia y fue como un segundo padre para los niños. Al morir Sylvia de un cáncer de mama, en 1910, se convirtió en custodio de los chicos. En su testamento, Sylvia dejó asentado su deseo de que sus hijos quedaran el cuidado compartido de Barrie, su madre Emma du Maurier y su hermano Guy de Maurier. En el testamento, Sylvia estipuló que Mary Hodgson debía continuar siendo la niñera, ayudada por su hermana Jenny Hodgson. Barrie, que se llevaba mal con Mary Hodgson, falsificó o malinterpretó esta parte, tomando el nombre Jenny por Jimmy, como lo llamaba la familia Llewellyn Davies. De esta forma, apartando a Jenny, él y la niñera se hacían cargo diario de los niños.
Años después, Barrie sufrió intensamente la muerte de dos de sus protegidos: George, que murió en servicio en 1915 durante la Primera Guerra Mundial y Michael, con el que se escribía a diario, que se ahogó en Oxford, en 1921. Al morir Barrie, Peter Davies, ya trabajando como editor, escribió su libro Morgue, incluyendo mucha información familiar y comentarios sobre Barrie. A la edad de 63 años Peter se suicidó saltando a las vías del Metro de Londres.
La relación de Barrie con los niños Llewellyn Davies ha despertado serias sospechas sobre su pedofilia. Esto ha sido negado por la mayoría de los biógrafos ingleses argumentando que no hay pruebas que sostengan esa afirmación. Sin embargo, párrafos de su novela El pajarito blanco podrían mostrarlo, según la definición actual de pedofilia, como un posible pedófilo.

## La estatua de Peter Pan

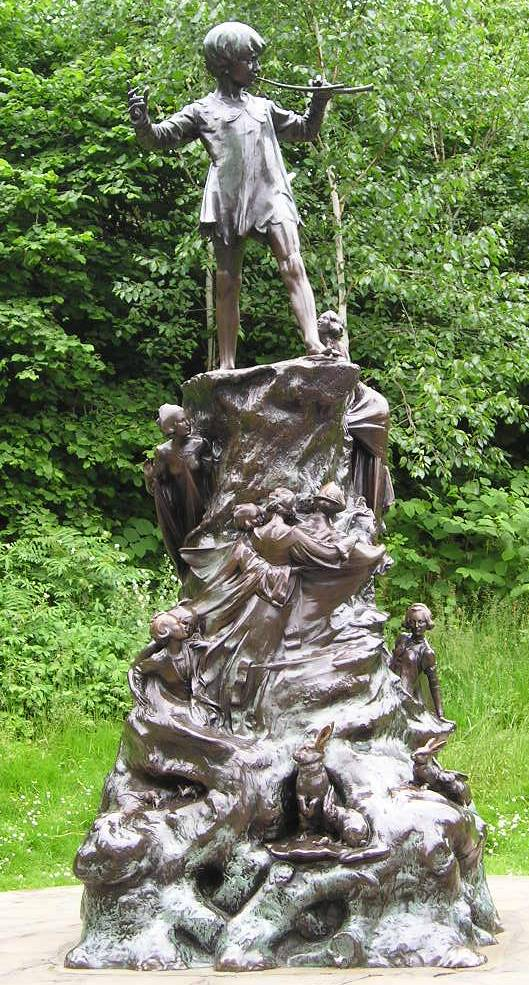
Estatua de Peter Pan en los Jardines de Kensington, Londres.

La estatua de Peter Pan ubicada en los Jardines de Kensington fue instalada en secreto por la noche (posiblemente por no estar permitido usar esa zona de los jardines) para la Festividad de los Mayos de 1912. Barrie encargó la obra al destacado escultor George Frampton, que debía tomar como modelo unas fotos que Barrie sacó a Michael LLewellyn Davis disfrazado de Peter Pan, en 1906. Frampton decidió cambiar el modelo y Barrie se sintió defraudado al ver la obra terminada. La estatua tiene siete copias distribuidas en distintos lugares del mundo.

## Biografías cinematográficas
La BBC produjo en 1978 una galardonada miniserie de Andrew Birkin, The Lost Boys (también titulada J.M. Barrie and the Lost Boys), protagonizada por Ian Holm como Barrie y Ann Bell como Sylvia.
Finding Neverland, con título en español Descubriendo Nunca Jamás o Descubriendo el país de Nunca Jamás es una película de 2004, dirigida por Marc Forster. La protagonizaron Johnny Depp, como Barrie, y Kate Winslet, como Sylvia Llewelyn Davies. La película es una adaptación de la obra teatral The Man Who Was Peter Pan de Allan Knee.

## Obras

### Novelas
- Better Dead (1887)
- Auld Licht Idylls (1888)
- When a Man’s Single (1888)
- A Window in Thrums (1890)
- A Powerful Drug and Other Stories (1893)
- My Lady Nicotine (1890)
- The Little Minister (1891)
- A Lady's Shoe (1893) (hay traducción castellana: Dos cuentos, Libros de la vorágine, Barcelona, 2023. Traducción de Lucho Tapia)
- Two of Them (1893)
- Life in a Country Manse (1894)
- Margaret Ogilvy (1896)
- Sentimental Tommy (1896)
- Jess (1898)
- Tommy and Grizel (1900)
- The Boy Castaways of Black Lake Island (1901)
- The Little Wihite Bird (1902)
- Peter Pan in Kensington Gardens (1906)
- Peter Pan y Wendy (1911) (versión novelada de la obra teatral)
- Farewell, Miss Julie Logan (1931)

### Teatro
- Richard Savage (1891) (en colaboración con H. B. Marriott Watson)
- Ibsen's Ghost o Toole Up-to-Date (1891)
- Walker, London (1892)
- Jane Annie  (libreto de ópera, en colaboración con Arthur Conan Doyle) (1894)
- The Little Minister (1897) (versión teatral de la novela)
- The Wedding Guest (1900)
- Quality Street (1901)
- The Admirable Crichton (1902)
- Little Mary (1903)
- Peter Pan and Wendy (1904)
- Alice Sit-by-the-Fire (1905)
- Pantaloon (1905)
- Josephine (1906)
- Punch (1906)
- What Every Woman Know (1908)
- The Twelve-Pound Look (1910)
- The Legend of Leonora (1914)
- Der Tag (The Tragic Man) (1914)[30]
- Rosy Rapture (1915)[30]
- The New Word (1915)[30]
- Real Things of Last (1916)[30]
- Shakespeare's Legacy (1916)[30]
- A Kiss for Cinderella (1916)[30]
- Dear Brutus (1917)[30]
- Charwomen and the War o The Old Lady Shows her Medals (1917)[30]
- The Reconstruction of the Crime (en colaboración con Edward Verrall Lucas, hallada en 2017)
- A Well Remembered Voice (1918)[30]
- La Politesse (1918)[30]
- Mary Rose (1920)
- The Twelve-Pound Look (1921)
- Shall We Join The Ladies (1921)
- The Boy David  (1936)